# Neuguineaflöter
Die Neuguineaflöter (Melampittidae) sind eine kleine Vogelfamilie, die ausschließlich auf Neuguinea vorkommt. Sie wurde 2014 von Richard Schodde und Leslie Christidis aufgestellt und besteht aus zwei Arten, die unterschiedlich in ein oder zwei Gattungen klassifiziert werden.

## Merkmale
Die Neuguineaflöter sind mittelgroße Singvögel mit Körperlängen von 18 cm beim Glanzflöter und 29 cm beim Rußflöter. Das Gefieder ist überwiegend schwarz mit dunkel rotbraunen Flecken beim Glanzflöter. Der Körper ist eiförmig mit einer gebeugten Haltung. Der Schnabel ist mittellang und gerade. Der Kopf ist mittelgroß bis groß, der Hals ist kurz und dick. Die Beine sind mittellang bis lang, die Füße sind mittellang und die Zehen sind dick. Beim Rußflöter haben die Männchen rote Augen, ansonsten ähneln sich die Geschlechter.

## Systematik

### Äußere Systematik
Die Neuguineaflöter sind Teil der Überfamilie Corvoidea innerhalb der Unterordnung der Singvögel. Die beiden Arten dieser Familie waren schon immer eine Herausforderung bei der Klassifikation, da sie unterschiedlich in verschiedene Familien eingeordnet wurden, darunter Timaliidae und Orthonychidae. Anhand neuerer Studien auf der Grundlage von DNA-Sequenzdaten hat sich herausgestellt, dass Melampitta ein Schwestertaxon entweder der Schlammnestkrähen (Corcoracidae) oder der Paradiesvögel (Paradisaeidae), oder ein gemeinsames Schwestertaxon der aus Paradisaeidae und Corcoracidae zusammengesetzten Klade darstellt.

### Innere Systematik
Verschiedene Checklisten und Publikationen akzeptieren entweder eine oder zwei Gattungen. Bei Birds of the World (basierend auf der eBird/Clements-Checkliste) ist es nur die Gattung Melampitta, beim International Ornithological Congress, bei der HBW and BirdLife Taxonomic Checklist (2019) sowie im Buch Birds of New Guinea: Distribution, Taxonomy, and Systematics von Bruce Beehler und Thane K. Pratt (2016) sind es die Gattung Melampitta und die 2014 von Richard Schodde und Leslie Christidis aufgestellte Gattung Megalampitta.
Folgende Arten werden unterschieden:
- Glanzflöter (Melampitta lugubris)
- Rußflöter (Megalampitta gigantea, Synonym: Melampitta gigantea)

## Lebensraum und Lebensweise
Die Neuguineaflöter bewohnen Bergregenwälder. Der Glanzflöter ist ein Allesfresser, der sich hauptsächlich von Insekten, Würmern, Schnecken und anderen wirbellosen Tieren ernährt, aber auch von Fröschen und Früchten, die auf dem Waldboden gefunden werden, indem er Blätter umdreht und den Boden mit seinem Schnabel sondiert. Es liegen keine Informationen über die Ernährung des Rußflöters vor, aber er scheint weniger Zeit auf dem Boden zu verbringen. Die Fortpflanzung des Rußflöters ist nur aus Informationen von Einheimischen bekannt, die das Nest als einen großen Korb mit Schlingpflanzen beschreiben, der unter dem Bodenniveau in einer Senkgrube in ihrem Karst-Lebensraum aufgehängt ist. Der Glanzflöter ist besser erforscht und errichtet ein kuppelförmiges Moosnest, das mit Wurzeln, Ranken und Farnwedeln in etwa 2 m Höhe auf einem Baumfarn-Stamm verflochten ist. Das Gelege besteht aus einem Ei. Die Weibchen brüten selbständig, wobei sie von den Männchen gefüttert werden. Die Küken werden von beiden Eltern gefüttert. Die Inkubation dauert mindestens 27 Tage, und die Jungen werden etwa 35 Tage nach dem Schlupf flügge.